# Mũi Arkona

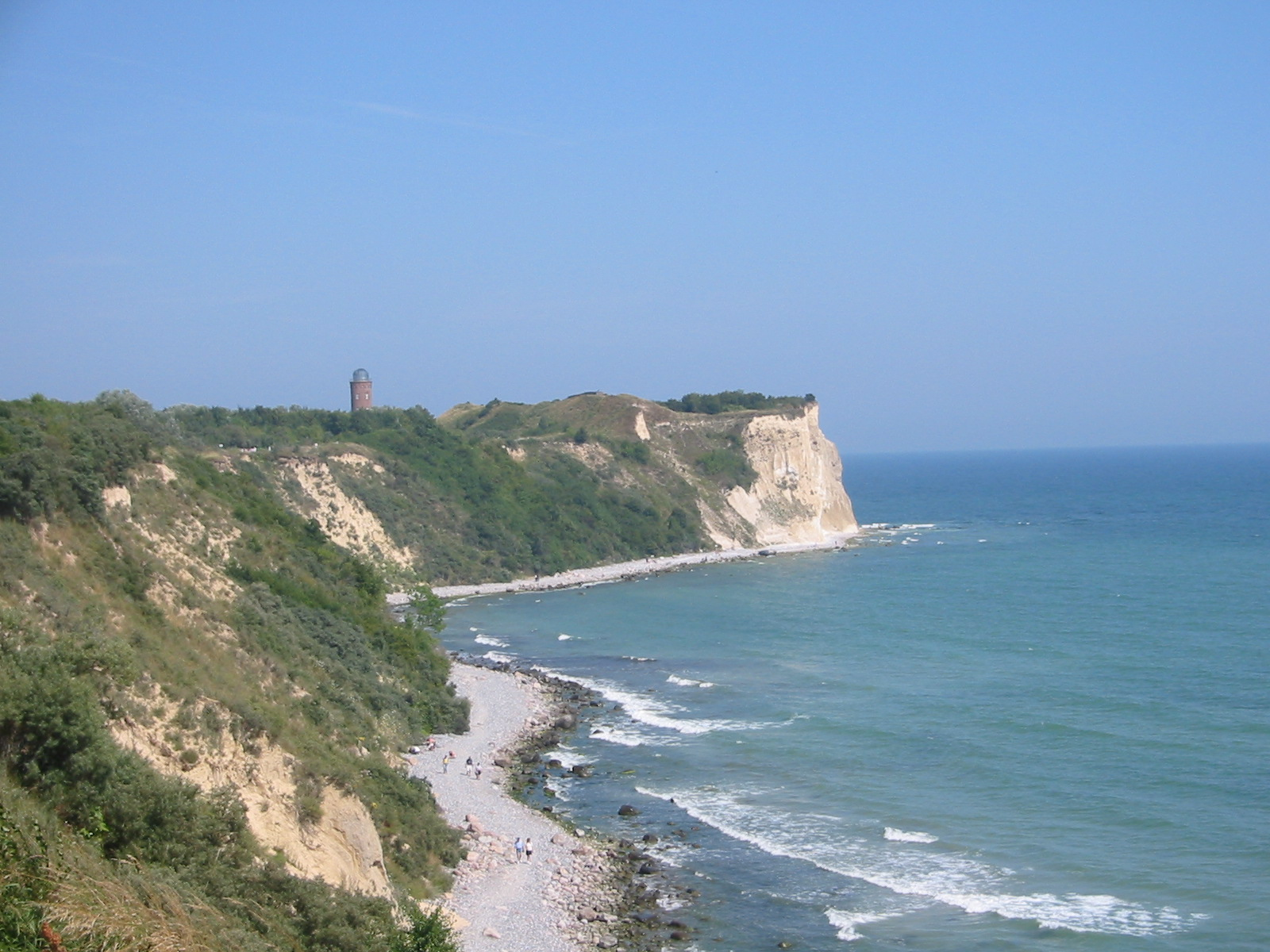
cảnh quan mũi Arkona

Mũi Arkona là mũi đất nằm trên đảo Rugen (Rügen) ở Mecklenburg-Vorpommern, Đức.
Vào năm 1927, tên của mũi được đặt cho tàu Cap Arcona.